# Silver Convention
Silver Convention var en tysk musikgrupp inom genren disco, aktiv 1974–1979.
Gruppen representerade Västtyskland i Eurovision Song Contest 1977 med låten "Telegram". Gruppens medlemmar var  Penny McLean, Ramona Wulf och Rhonda Heath. Penny McLean hade en hit med låten "Lady Bump" från 1975.

## Diskografi
Studioalbum
- 1975 – Silver Convention
- 1976 – Madhouse
- 1976 – Get Up and Boogie
- 1977 – Summernights
- 1978 – Love in a Sleeper

Singlar (urval)
- 1975 – "Fly Robin Fly" / "Chains of Love"
- 1975 – "Always Another Girl" / "I Like It"
- 1975 – "Fly, Robin, Fly" / "Tiger Baby"
- 1976 – "Fancy Party" / "Everybody's Talking 'Bout Love"
- 1976 – "San Francisco Hustle" / "Another Girl"
- 1976 – "No, No Joe" / "Thank You, Mr. D.J."
- 1976 – "Dancing In The Aisle" / "You Got What It Takes"
- 1977 – "Hotshot" / "Save Me '77"
- 1977 – "Telegram" / "Midnight Lady"
- 1977 – "The Boys From Liverpool" / "A Song About The Boys From Liverpool"
- 1977 – "Dancing In the Aisles" / "I'm Not A Slot Machine"
- 1978 – "Café Au Lait" / "Rollermania"
- 1978 – "Spend The Night With Me" / "Love in a Sleeper"